# Gnophos interrupta
Gnophos interrupta är en fjärilsart som beskrevs av Hirschke 1910. Gnophos interrupta ingår i släktet Gnophos och familjen mätare. Inga underarter finns listade i Catalogue of Life.